# Рогожени (Галац)
Рогожени (рум. Rogojeni) насеље је у Румунији у округу Галац у општини Сучевени. Oпштина се налази на надморској висини од 23 m.

## Становништво
Према подацима из 2002. године у насељу је живело 756 становника, од којих су сви румунске националности.